# リーガ4
リーガ4（リーガIV）は、ルーマニアの最上位サッカーリーグであるリーガ1の3つ下のディビジョン（4部リーグ）である。以前はディヴィジアDと呼ばれていた。ルーマニアの地方行政区分による41の県と首都ブカレストのサッカー協会（AJF:Asociatia Judeteana de Fotba、AMF:Asociatia Municipala de Fotbal）によって主催される県リーグのトップディビジョンである。
2015年3月、ティミシュ県リーグのASUポリ・ティミショアラとFCリペンシア・ティミショアラのダービーマッチで6,500人の観客を集めた。

## リーグ構成
| リーグ                             | 地方行政区分             | サッカー協会              |
| ---------------------------------- | ------------------------ | ------------------------- |
| リーガ4 (アラド県)                 | アラド県                 | AJFアラド                 |
| リーガ4 (アルジェシュ県)           | アルジェシュ県           | AJFアルジェシュ           |
| リーガ4 (アルバ県)                 | アルバ県                 | AJFアルバ                 |
| リーガ4 (イルフォヴ県)             | イルフォヴ県             | AJFイルフォヴ             |
| リーガ4 (ヴァスルイ県)             | ヴァスルイ県             | AJFヴァスルイ             |
| リーガ4 (ヴランチャ県)             | ヴランチャ県             | AJFヴランチャ             |
| リーガ4 (ヴルチャ県)               | ヴルチャ県               | AJFヴルチャ               |
| リーガ4 (オルト県)                 | オルト県                 | AJFオルト                 |
| リーガ4 (カラシュ＝セヴェリン県)   | カラシュ＝セヴェリン県   | AJFカラシュ＝セヴェリン   |
| リーガ4 (ガラツィ県)               | ガラツィ県               | AJFガラツィ               |
| リーガ4 (カララシ県)               | カララシ県               | AJFカララシ               |
| リーガ4 (クルジュ県)               | クルジュ県               | AJFクルジュ               |
| リーガ4 (コヴァスナ県)             | コヴァスナ県             | AJFコヴァスナ             |
| リーガ4 (ゴルジュ県)               | ゴルジュ県               | AJFゴルジュ               |
| リーガ4 (コンスタンツァ県)         | コンスタンツァ県         | AJFコンスタンツァ         |
| リーガ4 (サトゥ・マーレ県)         | サトゥ・マーレ県         | AJFサトゥ・マーレ         |
| リーガ4 (サラージュ県)             | サラージュ県             | AJFサラージュ             |
| リーガ4 (シビウ県)                 | シビウ県                 | AJFシビウ                 |
| リーガ4 (ジュルジュ県)             | ジュルジュ県             | AJFジュルジュ             |
| リーガ4 (スチャヴァ県)             | スチャヴァ県             | AJFスチャヴァ             |
| リーガ4 (ティミシュ県)             | ティミシュ県             | AJFティミシュ             |
| リーガ4 (テレオルマン県)           | テレオルマン県           | AJFテレオルマン           |
| リーガ4 (トゥルチャ県)             | トゥルチャ県             | AJFトゥルチャ             |
| リーガ4 (ドゥンボヴィツァ県)       | ドゥンボヴィツァ県       | AJFドゥンボヴィツァ       |
| リーガ4 (ドルジュ県)               | ドルジュ県               | AJFドルジュ               |
| リーガ4 (ネアムツ県)               | ネアムツ県               | AJFネアムツ               |
| リーガ4 (バカウ県)                 | バカウ県                 | AJFバカウ                 |
| リーガ4 (ハルギタ県)               | ハルギタ県               | AJFハルギタ               |
| リーガ4 (ビストリツァ＝ナサウド県) | ビストリツァ＝ナサウド県 | AJFビストリツァ＝ナサウド |
| リーガ4 (ビホル県)                 | ビホル県                 | AJFビホル                 |
| リーガ4 (ブカレスト)               | ブカレスト               | AMFブカレスト             |
| リーガ4 (ブザウ県)                 | ブザウ県                 | AJFブザウ                 |
| リーガ4 (フネドアラ県)             | フネドアラ県             | AJFフネドアラ             |
| リーガ4 (ブライラ県)               | ブライラ県               | AJFブライラ               |
| リーガ4 (ブラショフ県)             | ブラショフ県             | AJFブラショフ             |
| リーガ4 (プラホヴァ県)             | プラホヴァ県             | AJFプラホヴァ             |
| リーガ4 (ボトシャニ県)             | ボトシャニ県             | AJFボトシャニ             |
| リーガ4 (マラムレシュ県)           | マラムレシュ県           | AJFマラムレシュ           |
| リーガ4 (ムレシュ県)               | ムレシュ県               | AJFムレシュ               |
| リーガ4 (メヘディンチ県)           | メヘディンチ県           | AJFメヘディンチ           |
| リーガ4 (ヤシ県)                   | ヤシ県                   | AJFヤシ                   |
| リーガ4 (ヤロミツァ県)             | ヤロミツァ県             | AJFヤロミツァ             |